# 古鲁·格兰特·萨希卜
《古鲁·格兰特·萨希卜》（旁遮普语：ਗੁਰੂ ਗਰੰਥ ਸਾਹਿਬ，读音[ɡʊɾu ɡɾəntʰ sɑhɪb]）簡稱《錫克聖經》，是锡克教最重要的经典，被锡克教徒视为最终的、最高的、永存的古鲁，也是锡克教古鲁中的第11任（最后一任）古鲁。

## 编纂
锡克教第3任古鲁·阿马尔·达斯（Amar Das）、第4任古鲁·拉姆·达斯（Ram Das）已很重视保存及推广前几任古鲁的作品，这为后来编定《阿迪·格兰特》（Adi Granth，意思是“最初的典籍”或“原典”）奠定了基础。《阿迪・格兰特》最初是在第5任古魯阿爾瓊主持下进行的，古魯阿爾瓊邀请他的舅父莫汗负责主持编纂，地点在阿姆利则，时间在1601年至1604年间。编纂中审校了前四位古鲁的作品，保存作品的原貌及纯洁性、准确性，古魯阿爾瓊自己的作品也被收入其中。书中还收有当时流传的许多印度教、伊斯兰教圣徒的作品，第1任古鲁·那纳克周游各地时便已收集许多圣徒的作品。这些作品收入本书时，也经过阿尔琼重新审订。据说，古魯阿爾瓊除将已有的伊斯兰教苏菲派、印度教虔诚派圣徒作品有选择地收入本书外，还向相关人士发出信息，收集和阿尔琼同时代重要人士的诗歌。
锡克教第10任古鲁·戈宾德·辛格时期，《阿迪·格兰特》已有多种字体写本。1705年，古鲁·戈宾德·辛格几乎用了一整年，重新整理、编辑、补充《阿迪·格兰特》的内容。他也将其父第9任古魯得格·巴哈都爾在锡克教徒中传诵的诗歌收入本书。经过他这次编辑，《阿迪·格兰特》第二次定稿并被教徒尊为《室利·古鲁·格兰特·萨希卜》（Shri Guru Granth Sahib，意思是“吉祥的古鲁圣典”），即流传至今的版本。

## 内容
《古鲁·格兰特·萨希卜》文本以西旁遮普語、布拉杰語、卡里口語、梵語、信德語、波斯語等不同語言寫成，但皆使用古木基文拼寫。全書收有5871首诗歌，作者共36人。36位作者中，有6位是锡克教古鲁，其中那纳克974首，安格德62首，阿马尔·达斯907首，拉姆·达斯679首，阿尔琼2218首，德格·巴哈杜尔116首。此外，还收有15位伊斯兰教苏菲派和印度教虔诚派圣徒的诗歌778首，其中有541首是迦比尔的作品，其他作者谢赫·法里德（Sheikh Farid）、纳姆德瓦（Namdeva）、苏尔达斯（Surdas）、拉维达斯（Ravidas）等人也是印度文学史上知名诗人。还有4位作者是前几任古鲁身边人，曾为锡克教宣传，或赞颂过古鲁的功德，本书收录他们的诗17首。最后一类作者是“婆特”（Bhatt），“婆特”本指四处游荡考察宗教的修士，也是婆罗门的一种称号，此处的“婆特”专指在锡克教古鲁身边工作、歌颂古鲁的锡克教圣徒，共11人121首。
本书收录的6位锡克教古鲁的作品共4953首，占全部诗歌数量约84%。第2任古鲁·安德格的诗歌最少，其他5位古鲁的诗歌都较多。这5位古鲁的诗歌的主要部分是本书最重要部分，代表锡克教根本精神及基本教义。其中那纳克的作品又最为重要。6位古鲁的诗歌中，有的阐述了宗教思想，部分内容和印度教虔诚派、伊斯兰教苏菲派一致，例如本体论中的一神论观点，及无形论观点。有的阐述了修行原则，强调信仰虔诚，反对偶像崇拜，主张完善个人道德，这与虔诚派、苏菲派类似，但也强调修行的世俗性，这与虔诚派、苏菲派不同。本书也是中世纪旁遮普语文学的经典。
本书不仅收录锡克教古鲁的作品，还收有伊斯兰教苏菲派和印度教虔诚派圣徒的作品，这表明了锡克教对这两派学说的继承，也表明锡克教的开放态度。不少诗人的作品因为本书而获得保存。
本书通行版本共1430页，已成为固定版式，不同版本同页的内容一样。全部诗歌分属31个主要调式和6种体式。全书分33章。第一章主要为古鲁·那纳克的诗歌（1～13页）。此章又分两部分，第一部分是那纳克完整的诗歌，第二部分是那纳克零散的诗歌，并少量摘抄其他古鲁的歌。第三十三章（1354～1430页）有古鲁·德格·巴哈杜尔的诗歌，还有一些杂诗。第二章到第三十二章（14～1353页）按31个调式编排。同一调式内，那纳克的诗歌排在最前，随后为其他古鲁的诗歌，再后为虔诚派诗人的诗歌及其他人的诗歌。